# Leprechaun

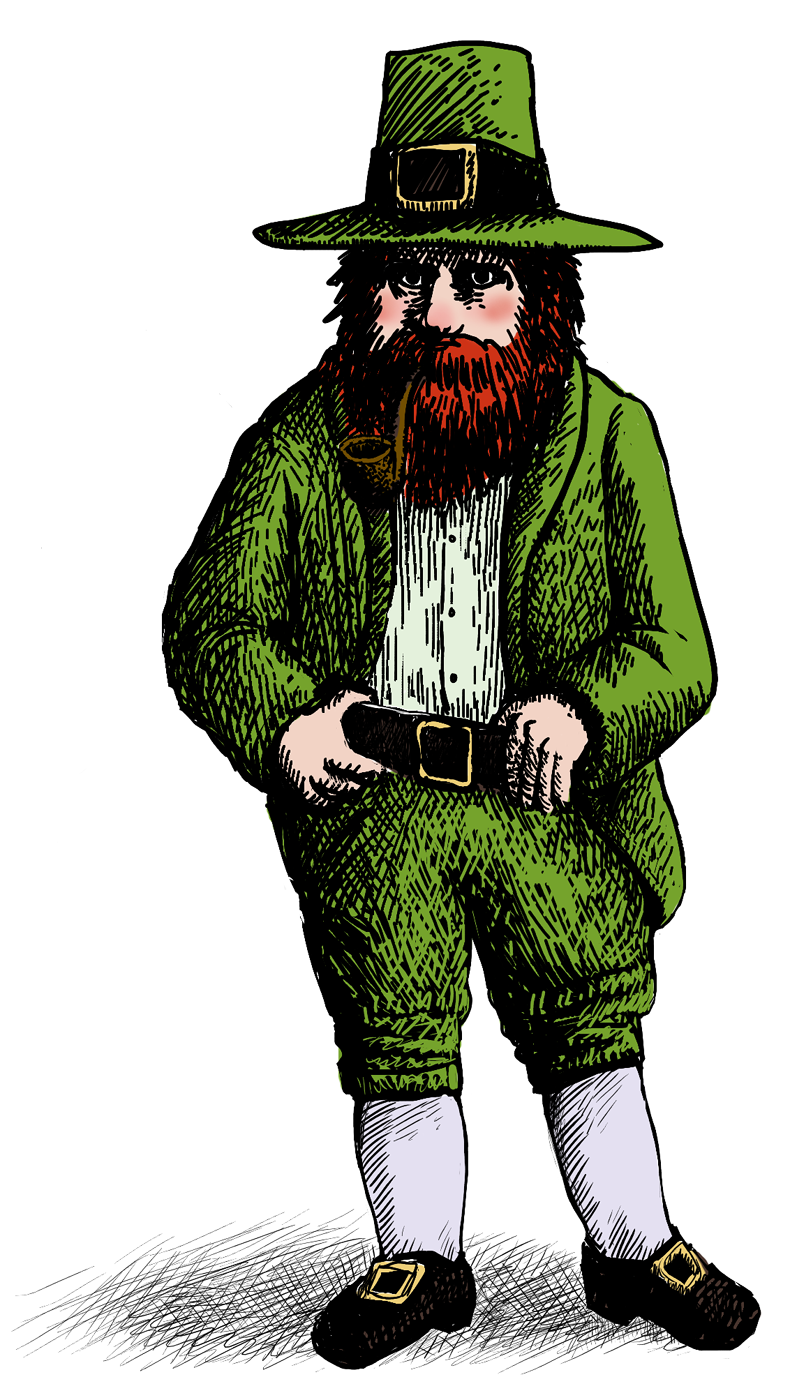
Een leprechaun

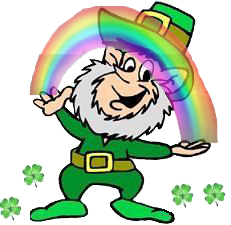
Leprechaun, klaver en regenboog

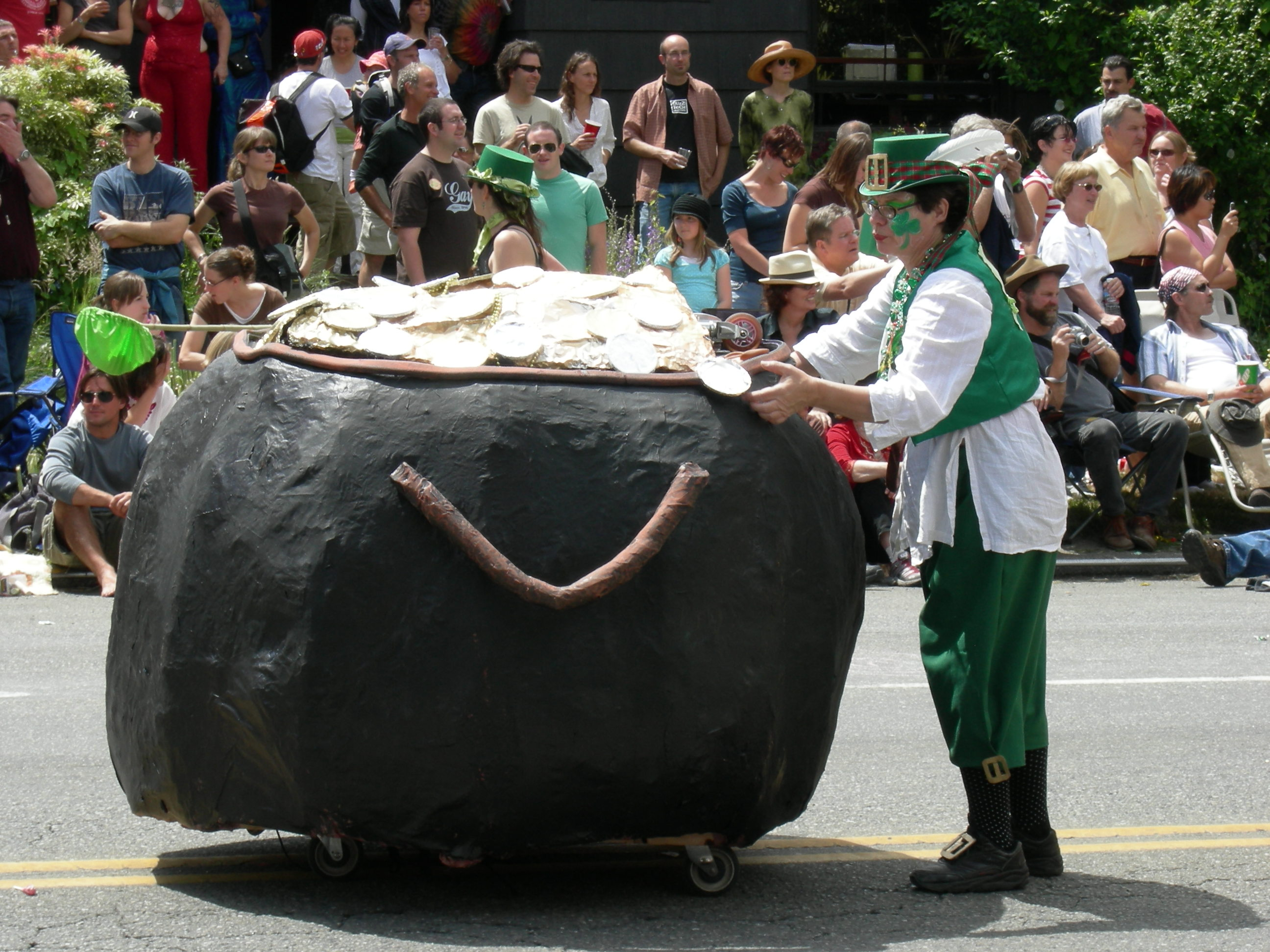
Leprechaun met pot met geld in een optocht

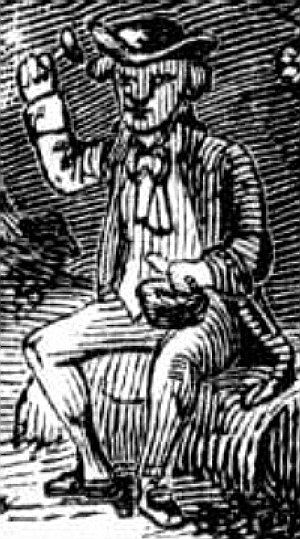
Gravure uit 1858

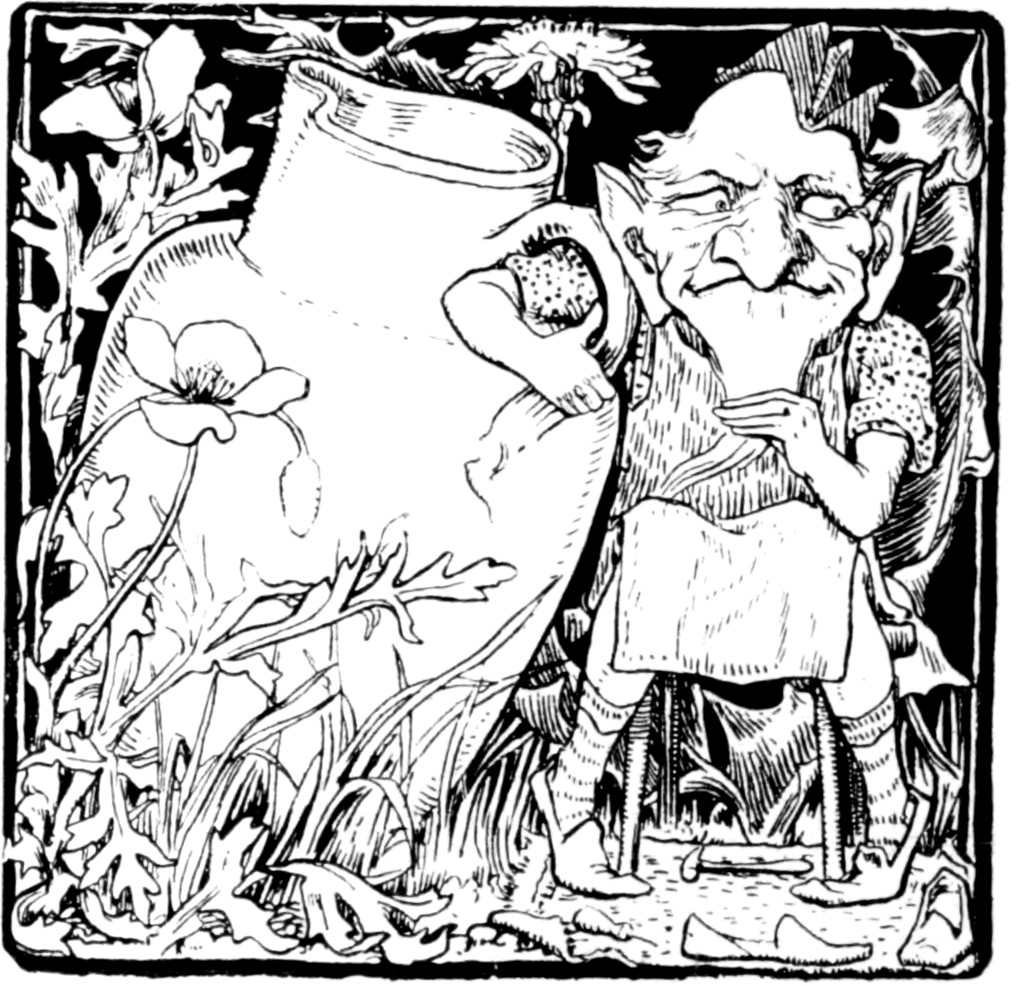
Een leprechaun of clurichaun, 1862

Een leprechaun (uitspraak ['lɛprəxɑn] - de ch klinkt dus als in het Nederlands. In het Engels wordt ook wel ['lɛprəkɑn] gehoord.) is een wezen uit de Ierse folklore. Hij wordt beschreven als een kabouter die veelal met een klaverblad rondloopt in een groen (vroeger rood) kostuum met een lange, rode baard en vaak een driekantige steek.
Oorspronkelijk waren de leprechauns goede vrienden van de mens en ze hielpen hen om opdrachten uit te voeren. Wegens hun plagerige aard werden ze door de Gaelics verdreven. Leprechauns zijn solitaire wezens, ze doen niemand pijn, leven in harmonie, hebben normale namen en leven praktisch zoals wij, in rustige plaatsen met veel natuur, zoals een bos. Over hoe ze met andere mythische wezens omgaan zijn de meningen verdeeld.
Een leprechaun woont (net als feeën) in een ráth of ringfort.

## Naamgeving
- De naam Leprechaun kan komen van de Ierse stam lú, wat kleiner[1] betekent, en van de Ierse stam chorp, van het Latijnse woord corpus, lichaam.
- Een tweede theorie zegt dat deze kleine wezens hun naam ontlenen aan het Ierse Leath Bhrógan, wat zoveel wil zeggen als Halve schoen (zie beroep).
- Het Ierse woord voor leprechaun is leipreachán. Het meervoud is hetzelfde. De genitief is leipreacháin. Een synoniem is luchorpán.

## Kattenkwaad
Leprechauns houden ervan om grappen te maken en kwajongensstreken uit te halen. Ze staan erom bekend dat ze graag potten laten overkoken of, integendeel, ervoor zorgen dat ze niet aan de kook raken. Ook houden ze erg veel van melk; kijk er dus niet van op als plotseling alle flessen leeg zijn.

## Beroep
Net als mensen hebben leprechauns een gewone baan. Ze zijn namelijk allemaal schoenmakers. Wat wel vreemd is, is dat leprechauns nooit een paar schoenen maken, maar zich altijd met slechts een schoen tegelijk bezighouden.

## Enkele verhalen

### Strikjes
Ooit was er een boer die een leprechaun tegenkwam. Die zei hem dat er een schat lag onder een van zijn planten (vol met jacobskruiskruid) op het veld. De boer strikte een rood lint aan die plant, en beval de leprechaun om het er niet af te halen. Toen ging hij een schop halen. Toen hij terugkwam, zag hij dat al zijn planten met een rood lint gestrikt waren, en de leprechaun was weg.

### Bijen
Er was eens een meisje dat een leprechaun kon vangen. De leprechaun wees haar de weg naar zijn schat. Ze gingen er samen naartoe, maar onderweg hoorde het meisje een zoemend geluid en de leprechaun zei haar dat ze werden achternagezeten door bijen. Het meisje keek om, maar zag niks; het geluid was weg, maar ook de leprechaun was verdwenen.

### Pot o' gold
De elfen bezitten een pot goud. Ze hebben de leprechauns de magische kracht gegeven om plotseling te verdwijnen als ze dat willen, maar in ruil daarvoor moeten ze die pot bewaken. Die pot staat aan het einde van een regenboog. Natuurlijk willen heel wat mensen weten hoe ze die pot kunnen vinden. Daarom proberen ze leprechauns te vangen en hun geheim te weten te komen. Het is echter heel moeilijk om een leprechaun te zien (laat staan dat je er één kunt vangen), en het blijkt al helemaal onmogelijk om hem vast te houden als je hem toch te pakken hebt gekregen. Wanneer ze de geheime plaats toch verraden, verdwijnt er iets in de plaats of een dierbare van je zal een ongeluk krijgen.

## Twee lederen zakken
Het schijnt zo te zijn dat leprechauns altijd twee lederen zakken bij zich dragen.
- In de ene lederen zak hebben ze één zilveren munt. Als hij dat muntstuk uitgeeft, keert het vanzelf terug naar zijn zak. Op die manier kan hij leven met slechts één geldstuk.
- In de andere zak dragen ze één gouden munt. Die munt gebruiken ze enkel om zich vrij te kopen uit moeilijke situaties. Als ze in de problemen zitten, geven ze die gouden munt om zo hun vrijheid te bekomen. Wat de nieuwe eigenaar van dit muntstuk niet weet, is dat het gouden geldstuk in een blad, een steen of in as zal veranderen.

## Clurichaun
De clurichaun (Iers clúrachán of clútharachán) wordt gezien als de nachtelijke vorm van de leprechaun en eveneens als zijn regionale variant.
De clurichaun bewaakt je wijnkelder als je goed voor hem bent, maar als je hem slecht behandelt, zal je wijn bederven. Hij rijdt graag (dronken) rond in het maanlicht op schapen of herdershonden. Hij plaagt ook dronken mensen.

## Filmreeks
- Leprechaun (1993)
- Leprechaun 2 (1994)
- Leprechaun 3 (1995)
- Leprechaun 4: In Space (1997)
- Leprechaun in the Hood (2000)
- Leprechaun: Back 2 tha Hood (2003)
- Leprechaun: Origins (2014) remake van 1993
- Leprechaun Returns (2018)

De eerste twee films werden in de bioscoop uitgebracht. Na een teleurstellende Leprechaun 2 bracht Vidmark Leprechaun 3 direct-naar-video uit. De volgende sequels waren allemaal direct-naar-video.